# Lista monumentelor istorice din județul Buzău - Ș

Simbol pentru monumentele istorice

Lista monumentelor istorice din județul Buzău - Ș cuprinde monumentele istorice înscrise în Patrimoniul cultural național al României și aflate în localități ce încep cu litera Ș din județul Buzău.
Lista completă este menținută și actualizată periodic de către Ministerul Culturii, Cultelor și Patrimoniului Național din România, prin intermediul Institutului Național al Patrimoniului, ultima versiune datând din 2015. Această listă cuprinde și actualizările ulterioare, realizate prin ordin al ministrului culturii.
| Cod LMI                              | Denumire                                                           | Localitate                    | Localizare                                                        | Datare, Creatori                                                        | Imagine               | Erori             |
| ------------------------------------ | ------------------------------------------------------------------ | ----------------------------- | ----------------------------------------------------------------- | ----------------------------------------------------------------------- | --------------------- | ----------------- |
| BZ-I-s-B-02290 (RAN: 49000.01)       | Situl arheologic de la Știubei, punct „Movila Săpată”              | sat Știubei; comuna Râmnicelu | „Movila Săpată”, la 700 m E de intersecția spre Știubei           |                                                                         | Încarcă foto \| video | Raportează eroare |
| BZ-I-m-B-02290.01 (RAN: 49000.01.03) | Necropolă                                                          | sat Știubei; comuna Râmnicelu | „Movila Săpată”, la 700 m E de intersecția spre Știubei           | sec. X - XI, Epoca medievală timpurie                                   | Încarcă foto \| video | Raportează eroare |
| BZ-I-m-B-02290.02 (RAN: 49000.01.02) | Așezare                                                            | sat Știubei; comuna Râmnicelu | „Movila Săpată”, la 700 m E de intersecția spre Știubei           | mil. III - II, Epoca bronzului                                          | Încarcă foto \| video | Raportează eroare |
| BZ-I-m-B-02290.03 (RAN: 49000.01.01) | Așezare                                                            | sat Știubei; comuna Râmnicelu | „Movila Săpată”, la 700 m E de intersecția spre Știubei           | mil. VI - V, Neolitic                                                   | Încarcă foto \| video | Raportează eroare |
| BZ-I-s-B-02291 (RAN: 49000.02)       | Situl arheologic de la Știubei, punct „Movila lui Panait D. Matei” | sat Știubei; comuna Râmnicelu | „Movila lui Panait D. Matei”, la 1,6 km SSE de sat, la E de șosea |                                                                         | Încarcă foto \| video | Raportează eroare |
| BZ-I-m-B-02291.01 (RAN: 49000.02.04) | Necropolă                                                          | sat Știubei; comuna Râmnicelu | „Movila lui Panait D. Matei”, la 1,6 km SSE de sat, la E de șosea | sec. XI, Epoca medievală timpurie                                       | Încarcă foto \| video | Raportează eroare |
| BZ-I-m-B-02291.02 (RAN: 49000.02.03) | Așezare                                                            | sat Știubei; comuna Râmnicelu | „Movila lui Panait D. Matei”, la 1,6 km SSE de sat, la E de șosea | sec. IV p. Chr., Epoca migrațiilor, Cultura Sântanade Mureș - Cerneahov | Încarcă foto \| video | Raportează eroare |
| BZ-I-m-B-02291.03 (RAN: 49000.02.02) | Așezare                                                            | sat Știubei; comuna Râmnicelu | „Movila lui Panait D. Matei”, la 1,6 km SSE de sat, la E de șosea | mil. III - II, Epoca bronzului                                          | Încarcă foto \| video | Raportează eroare |
| BZ-I-m-B-02291.04 (RAN: 49000.02.01) | Așezare                                                            | sat Știubei; comuna Râmnicelu | „Movila lui Panait D. Matei”, la 1,6 km SSE de sat, la E de șosea | mil. VI - V, Neolitic                                                   | Încarcă foto \| video | Raportează eroare |
| BZ-I-s-B-02292 (RAN: 45931.01)       | Așezare                                                            | sat Șuchea; comuna Cănești    | „Valea Largă”, pe locul lui Al. Tănase                            | mil. III - II, Epoca bronzului, Cultura Monteoru                        | Încarcă foto \| video | Raportează eroare |